# 김제동의 톡투유 - 걱정 말아요! 그대
《김제동의 톡투유-걱정말아요! 그대》는 JTBC의 생활시사 토크 쇼이다. 청춘과 가족, 친구 등 다양한 연령대의 청중의 고민거리를 듣고 김제동이 전문가와 함께 소통하는 청중 중심 현장 토크 콘서트라는 주제로 방송되고 있다.
2015년 2월 20일 설 특집 프로그램으로 방영된 후 호응을 얻어 2015년 5월 3일부터 2017년 6월 18일까지 매주 일요일 밤 11시에 방영하였다.
그 뒤,  2018년 5월 29일부터 2018년 9월 25일까지 2기가 방송됐다.

## 방송 시간
| 방송 채널 | 방송 기간                             | 방송 시간          |
| --------- | ------------------------------------- | ------------------ |
| JTBC      | 2015년 5월 3일 ~ 2015년 10월 18일     | 일요일 밤 9시 50분 |
| JTBC      | 1기 2015년 5월 3일 ~ 2017년 6월 18일  | 일요일 밤 11시     |
| JTBC      | 2기 2018년 5월 29일 ~ 2018년 9월 25일 | 화요일 밤 9시 30분 |

## 출연진

### 진행MC
- 1기,2기 김제동: 2015년 5월 3일 ~ 2017년 6월 18일, 2018년 5월 29일 ~ 2018년 9월 25일

### 고정패널
- 1기 최진기 : 2015년 5월 3일 ~ 2017년 6월 18일
- 1기 정재승 : 2015년 5월 3일 ~ 2015년 4월 10일, 2015년 6월 14일 ~ 2017년 6월 18일
- 1기 요조 : 2015년 5월 3일 ~ 2015년 5월 17일, 2015년 5월 31일 ~ 2017년 6월 18일
- 1기 송길영 : 2015년 5월 24일 ~ 2015년 6월 7일
- 1기 옥상달빛 : 2015년 5월 24일
- 2기 유리 : 2018년 5월 29일 ~ 2018년 9월 25일
- 2기 정재찬 : 2018년 5월 29일 ~ 2018년 9월 25일
- 2기 커피소년 : 2018년 5월 29일 ~ 2018년 9월 25일
- 2기 제이레빗 : 2018년 5월 29일 ~ 2018년 9월 25일
- 2기 폴킴 : 2018년 5월 29일 ~ 2018년 9월 25일

## 에피소드 목록

### 2015년
| 회차   | 방영일           | 주제     | 게스트          | 장소               |
| ------ | ---------------- | -------- | --------------- | ------------------ |
| 파일럿 | 2015년 2월 20일  | 고민     | 강풀            | 성균관대학교       |
| 1회    | 2015년 5월 3일   | 폭력     | 김종민          | 서울시립대학교     |
| 2회    | 2015년 5월 10일  | 나이     | 이본            | 광운대학교         |
| 3회    | 2015년 5월 17일  | 돈       | 없음            | 숭실대학교         |
| 4회    | 2015년 5월 24일  | 선택     | 옥상달빛        | 서울과학기술대학교 |
| 5회    | 2015년 5월 31일  | 결혼     | 신보라          | 단국대학교         |
| 6회    | 2015년 6월 7일   | 편견     | 박혜진          | 인천대학교         |
| 7회    | 2015년 6월 14일  | 밥       | 최현석          | 서경대학교         |
| 8회    | 2015년 6월 21일  | 중독     | 없음            | 충북대학교         |
| 9회    | 2015년 6월 28일  | 여자     | 임수정          | 성균관대학교       |
| 10회   | 2015년 7월 5일   | 남자     | 곽정은          | 성균관대학교       |
| 11회   | 2015년 7월 12일  | 공포     | 권소현          | 서울과학기술대학교 |
| 12회   | 2015년 7월 19일  | 실수     | 홍진영          | 안양대학교         |
| 13회   | 2015년 7월 26일  | 휴식     | 류승완          | 강원대학교         |
| 14회   | 2015년 8월 9일   | 2        | 홍진호          | 서강대학교         |
| 15회   | 2015년 8월 16일  | 분노     | 안영미          | 한경대학교         |
| 16회   | 2015년 8월 23일  | 비정상   | 알베르토 몬디   | 동국대학교         |
| 17회   | 2015년 8월 30일  | 취하다   | 김풍            | 인덕대학교         |
| 18회   | 2015년 9월 6일   | 친구     | 유상무          | 인하대학교         |
| 19회   | 2015년 9월 13일  | 전쟁     | 박성광          | 전주대학교         |
| 20회   | 2015년 9월 20일  | 시간     | 김원준          | 대림대학교         |
| 21회   | 2015년 9월 27일  | 집       | 수영 (소녀시대) | 경기대학교         |
| 22회   | 2015년 10월 4일  | 처음     | 윤도현          | 한양대학교 안산    |
| 23회   | 2015년 10월 11일 | 벽       | 조재현          | 고양아람누리       |
| 24회   | 2015년 10월 18일 | 말       | 정성화          | 순천향대학교       |
| 25회   | 2015년 10월 25일 | 나       | 지현우          | 인덕대학교         |
| 26회   | 2015년 11월 1일  | 스트레스 | 김신영          | 장안대학교         |
| 27회   | 2015년 11월 8일  | 일탈     | 허경환          | 동아대학교         |
| 28회   | 2015년 11월 15일 | 힘       | 진보라          | 한국산업기술대학교 |
| 29회   | 2015년 11월 22일 | 힘       | 유승옥          | 공주대학교         |
| 30회   | 2015년 11월 29일 | 시험     | 최현우          | 성균관대학교       |
| 31회   | 2015년 12월 6일  | 사랑     | 한승연          | 인천대학교         |
| 32회   | 2015년 12월 13일 | 선물     | 션              | 김포아트홀         |
| 33회   | 2015년 12월 20일 | 다르다   | 김경호          | 영등포포아트홀     |
| 34회   | 2015년 12월 27일 | 2015     | 김규리          | 카이스트대학교     |

### 2016년
| 회차 | 방영일           | 주제            | 게스트   | 장소                 |
| ---- | ---------------- | --------------- | -------- | -------------------- |
| 35회 | 2016년 1월 3일   | 결심            | 혜민스님 | 명지대학교 용인      |
| 36회 | 2016년 1월 10일  | 변하다          | 전미선   | 인덕대학교           |
| 37회 | 2016년 1월 10일  | 일              | 정인     | 인덕대학교           |
| 38회 | 2016년 1월 24일  | 규칙            | 이수영   | 인덕대학교           |
| 39회 | 2016년 1월 31일  | 허세            | 안내상   | 인덕대학교           |
| 40회 | 2016년 2월 7일   | 한국            | 김종서   | 서경대학교           |
| 41회 | 2016년 2월 14일  | 만남            | 가희     | 서경대학교           |
| 42회 | 2016년 2월 21일  | 성격            | 김현숙   | 서경대학교           |
| 43회 | 2016년 2월 28일  | 거짓말          | 호란     | 한국산업기술대학교   |
| 44회 | 2016년 3월 6일   | 욕심            | 장윤주   | 한국예술종합학교     |
| 45회 | 2016년 3월 13일  | 청춘            | 재희     | 장안대학교           |
| 46회 | 2016년 3월 20일  | 버리다          | 박진희   | 서울과학기술대학교   |
| 47회 | 2016년 3월 27일  | 얼굴            | 김지민   | 인천중구문화회관     |
| 48회 | 2016년 4월 3일   | 물음표          | 홍경민   | 대림대학교           |
| 49회 | 2016년 4월 10일  | 두근두근        | 윤소이   | 대림대학교           |
| 50회 | 2016년 4월 17일  | 콤플렉스        | 우현     | 인덕대학교           |
| 51회 | 2016년 4월 24일  | 학교            | 김희원   | 경인교육대학교       |
| 52회 | 2016년 5월 1일   | 바람            | 윤정수   | 한국산업기술대학교   |
| 53회 | 2016년 5월 8일   | 소통(1주년특집) | 없음     | 서울시립대학교       |
| 54회 | 2016년 5월 15일  | 아버지          | 김태원   | 인천중구문화회관     |
| 55회 | 2016년 5월 22일  | 딴짓            | 김기리   | 목포대학교           |
| 56회 | 2016년 5월 29일  | 버스            | 소찬휘   | 한라대학교           |
| 57회 | 2016년 6월 5일   | 싸움            | 정동하   | 한양대학교 안산      |
| 58회 | 2016년 6월 12일  | 목소리          | 거미     | 성균관대학교 수원    |
| 59회 | 2016년 6월 19일  | 자격            | 인순이   | 금오공과대학교       |
| 60회 | 2016년 6월 26일  | 질투            | 장현성   | 강남대학교           |
| 61회 | 2016년 7월 3일   | 텔레비전        | 써니     | 은평문화예술회관     |
| 62회 | 2016년 7월 10일  | 소름            | 김옥빈   | 부천시청             |
| 63회 | 2016년 7월 17일  | 모험            | 윤손하   | 구리아트홀           |
| 64회 | 2016년 7월 24일  | 더하기 빼기     | 한고은   | 아주대학교           |
| 65회 | 2016년 7월 31일  | 기계            | 장도연   | 인천대학교           |
| 66회 | 2016년 8월 7일   | 전화            | 손호영   | 충북대학교           |
| 67회 | 2016년 8월 14일  | 뉴스            | 윤상     | 성남시청             |
| 68회 | 2016년 8월 21일  | 테러            | 선우선   | 경복대학교           |
| 69회 | 2016년 8월 28일  | 아재줌마        | 백지영   | 장안대학교           |
| 70회 | 2016년 9월 4일   | 재도전          | 김태우   | 장안대학교           |
| 71회 | 2016년 9월 11일  | 취향            | 이현우   | 경남대학교           |
| 72회 | 2016년 9월 18일  | 서울            | 이창민   | 인덕대학교           |
| 73회 | 2016년 9월 25일  | 옷              | 박준형   | 익산예술의전당       |
| 74회 | 2016년 10월 2일  | 의심 혹은 오해  | 한예리   | 연세대학교           |
| 75회 | 2016년 10월 9일  | 긴 하루         | 박효주   | 계원예술대학교       |
| 76회 | 2016년 10월 16일 | 고독            | 신지     | 아주대학교           |
| 77회 | 2016년 10월 23일 | 부탁            | 김지훈   | 순천향대학교         |
| 78회 | 2016년 10월 30일 | 이름            | 이루마   | 강릉원주대학교       |
| 79회 | 2016년 11월 6일  | 히어로          | 서장훈   | 이천아트홀           |
| 80회 | 2016년 11월 13일 | 몸              | 이종혁   | 성균관대학교         |
| 81회 | 2016년 11월 20일 | 이상해          | 알렉스   | 서대문문화회관       |
| 82회 | 2016년 11월 27일 | 거리            | 정성호   | 배재대학교           |
| 83회 | 2016년 12월 4일  | 벌써 1년        | 린       | 평택남부문화예술회관 |
| 84회 | 2016년 12월 11일 | 잃다            | 박건형   | 부평아트센터         |
| 85회 | 2016년 12월 18일 | 지키다          | 박정아   | 수원시민회관         |
| 86회 | 2016년 12월 25일 | 별              | 이은결   | 한국산업기술대학교   |

### 2017년
| 회차  | 방영일          | 주제           | 게스트                        | 장소                  |
| ----- | --------------- | -------------- | ----------------------------- | --------------------- |
| 87회  | 2017년 1월 1일  | 0(제로)        | 김윤아                        | 인덕대학교            |
| 88회  | 2017년 1월 8일  | 승부           | 유희관                        | 인덕대학교            |
| 89회  | 2017년 1월 15일 | 공간           | 하림                          | 한림대학교            |
| 90회  | 2017년 1월 22일 | 숟가락         | 이특                          | 양평군민회관          |
| 91회  | 2017년 1월 29일 | 냄새           | 임슬옹                        | 전남대학교 광주       |
| 92회  | 2017년 2월 5일  | 무게           | 알리                          | 경기도문화의전당      |
| 93회  | 2017년 2월 12일 | 호감&비호감    | 솔비                          | 금천구청 금나래아트홀 |
| 94회  | 2017년 2월 19일 | 척             | 박완규                        | 장안대학교            |
| 95회  | 2017년 2월 26일 | 세다           | 지수                          | 중구문화회관          |
| 96회  | 2017년 3월 5일  | 그릇           | 조관우                        | 남한산성아트홀        |
| 97회  | 2017년 3월 12일 | 바꾸다         | 류승수                        | 계원예술대학교        |
| 98회  | 2017년 3월 19일 | 속다&속이다    | 신봉선                        | 동의대학교            |
| 99회  | 2017년 3월 26일 | 터지다         | 김영철                        | 양천문화회관          |
| 100회 | 2017년 4월 2일  | 100가지 이야기 | 박하선                        | 서울과학기술대학교    |
| 101회 | 2017년 4월 9일  | 뽑다           | 나르샤                        | 세종문화예술회관      |
| 102회 | 2017년 4월 16일 | 그날           | 포르테 디 콰트로              | 아주대학교            |
| 103회 | 2017년 4월 23일 | 놀다           | 조성모                        | 순천대학교            |
| 104회 | 2017년 4월 30일 | 손             | 심형탁                        | 한국산업기술대학교    |
| 105회 | 2017년 5월 7일  | 자리           | 서민, 최정원                  | 남부문화예술회관      |
| 106회 | 2017년 5월 14일 | 사진           | 데니 안                       | 경복대학교            |
| 107회 | 2017년 5월 21일 | 약속           | 강수지                        | 인덕대학교            |
| 108회 | 2017년 5월 28일 | 뻔뻔하다       | 김민준                        | 경기도문화의전당      |
| 109회 | 2017년 6월 4일  | 사람           | 이은미, 김상욱, 유성은        | 가천대학교            |
| 110회 | 2017년 6월 11일 | 동행           | 듀에토, 박구용, 나인          | 한림대학교            |
| 111회 | 2017년 6월 18일 | 칼             | 최정원, 김상욱, 빌리 어코스티 | 남한산성아트홀        |

## 시청률

### 2015년
| 회차   | 방송일           | 시청률 |
| ------ | ---------------- | ------ |
| 파일럿 | 2015년 2월 20일  | 1.8%   |
| 제1회  | 2015년 5월 3일   | 1.8%   |
| 제2회  | 2015년 5월 10일  | 1.8%   |
| 제3회  | 2015년 5월 17일  | 2.5%   |
| 제4회  | 2015년 5월 24일  | 2.1%   |
| 제5회  | 2015년 5월 31일  | 2.0%   |
| 제6회  | 2015년 6월 7일   | 2.1%   |
| 제7회  | 2015년 6월 14일  | 2.0%   |
| 제8회  | 2015년 6월 21일  | 2.1%   |
| 제9회  | 2015년 6월 28일  | 2.2%   |
| 제10회 | 2015년 7월 5일   | 2.0%   |
| 제11회 | 2015년 7월 12일  | 1.8%   |
| 제12회 | 2015년 7월 19일  | 2.1%   |
| 제13회 | 2015년 7월 26일  | 2.5%   |
| 제14회 | 2015년 8월 9일   | 1.7%   |
| 제15회 | 2015년 8월 16일  | 1.6%   |
| 제16회 | 2015년 8월 23일  | 1.9%   |
| 제17회 | 2015년 8월 30일  | 1.7%   |
| 제18회 | 2015년 9월 6일   | 1.8%   |
| 제19회 | 2015년 9월 13일  | 2.1%   |
| 제20회 | 2015년 9월 20일  | 1.9%   |
| 제21회 | 2015년 9월 27일  | 1.4%   |
| 제22회 | 2015년 10월 4일  | 1.9%   |
| 제23회 | 2015년 10월 11일 | 2.4%   |
| 제24회 | 2015년 10월 18일 | 1.7%   |
| 제25회 | 2015년 10월 25일 | 1.8%   |
| 제26회 | 2015년 11월 1일  | 1.8%   |
| 제27회 | 2015년 11월 8일  | 2.2%   |
| 제28회 | 2015년 11월 15일 | 1.5%   |
| 제29회 | 2015년 11월 22일 | 2.3%   |
| 제30회 | 2015년 11월 29일 | 1.5%   |
| 제31회 | 2015년 12월 6일  | 2.0%   |
| 제32회 | 2015년 12월 13일 | 2.4%   |
| 제33회 | 2015년 12월 20일 | 2.6%   |
| 제34회 | 2015년 12월 27일 | 2.2%   |

### 2016년
| 회차   | 방송일           | 시청률 |
| ------ | ---------------- | ------ |
| 제35회 | 2016년 1월 3일   | 2.5%   |
| 제36회 | 2016년 1월 10일  | 2.1%   |
| 제37회 | 2016년 1월 17일  | 2.2%   |
| 제38회 | 2016년 1월 24일  | 2.7%   |
| 제39회 | 2016년 1월 31일  | 2.5%   |
| 제40회 | 2016년 2월 7일   | 1.5%   |
| 제41회 | 2016년 2월 14일  | 2.2%   |
| 제42회 | 2016년 2월 21일  | 2.5%   |
| 제43회 | 2016년 2월 28일  | 2.4%   |
| 제44회 | 2016년 3월 6일   | 1.7%   |
| 제45회 | 2016년 3월 13일  | 1.9%   |
| 제46회 | 2016년 3월 20일  | 1.9%   |
| 제47회 | 2016년 3월 27일  | 1.8%   |
| 제48회 | 2016년 4월 3일   | 2.2%   |
| 제49회 | 2016년 4월 10일  | 1.7%   |
| 제50회 | 2016년 4월 17일  | 2.0%   |
| 제51회 | 2016년 4월 24일  | 1.6%   |
| 제52회 | 2016년 5월 1일   | 2.1%   |
| 제53회 | 2016년 5월 8일   | 1.9%   |
| 제54회 | 2016년 5월 15일  | 2.1%   |
| 제55회 | 2016년 5월 22일  | 1.7%   |
| 제56회 | 2016년 5월 29일  | 2.1%   |
| 제57회 | 2016년 6월 5일   | 1.8%   |
| 제58회 | 2016년 6월 12일  | 2.2%   |
| 제59회 | 2016년 6월 19일  | 1.8%   |
| 제60회 | 2016년 6월 26일  | 1.6%   |
| 제61회 | 2016년 7월 3일   | 1.9%   |
| 제62회 | 2015년 7월 10일  | 1.7%   |
| 제63회 | 2016년 7월 17일  | 1.9%   |
| 제64회 | 2016년 7월 24일  | 2.0%   |
| 제65회 | 2016년 7월 31일  | 1.4%   |
| 제66회 | 2016년 8월 7일   | 2.2%   |
| 제67회 | 2016년 8월 14일  | 1.7%   |
| 제68회 | 2016년 8월 21일  | 1.8%   |
| 제69회 | 2016년 8월 28일  | 2.2%   |
| 제70회 | 2016년 9월 4일   | 2.1%   |
| 제71회 | 2016년 9월 11일  | 1.9%   |
| 제72회 | 2016년 9월 18일  | 2.3%   |
| 제73회 | 2016년 9월 25일  | 2.4%   |
| 제74회 | 2016년 10월 2일  | 2.4%   |
| 제75회 | 2016년 10월 9일  | 1.9%   |
| 제76회 | 2016년 10월 16일 | 2.5%   |
| 제77회 | 2016년 10월 23일 | 2.6%   |
| 제78회 | 2016년 10월 30일 | 3.0%   |
| 제79회 | 2016년 11월 6일  | 2.7%   |
| 제80회 | 2016년 11월 13일 | 3.4%   |
| 제81회 | 2016년 11월 20일 | 3.3%   |
| 제82회 | 2016년 11월 27일 | 3.6%   |
| 제83회 | 2016년 12월 4일  | 3.4%   |
| 제84회 | 2016년 12월 11일 | 3.4%   |
| 제85회 | 2016년 12월 18일 | 3.3%   |
| 제86회 | 2016년 12월 25일 | 2.7%   |

### 2017년
| 회차    | 방송일          | 시청률 |
| ------- | --------------- | ------ |
| 제87회  | 2017년 1월 1일  | 3.0%   |
| 제88회  | 2017년 1월 8일  | 2.9%   |
| 제89회  | 2017년 1월 15일 | 2.9%   |
| 제90회  | 2017년 1월 22일 | 3.2%   |
| 제91회  | 2017년 1월 29일 | 2.2%   |
| 제92회  | 2017년 2월 5일  | 3.0%   |
| 제93회  | 2017년 2월 12일 | 2.6%   |
| 제94회  | 2017년 2월 19일 | 2.8%   |
| 제95회  | 2017년 2월 26일 | 3.2%   |
| 제96회  | 2017년 3월 5일  | 3.1%   |
| 제97회  | 2017년 3월 12일 | 3.4%   |
| 제98회  | 2017년 3월 19일 | 3.6%   |
| 제99회  | 2017년 3월 26일 | 3.0%   |
| 제100회 | 2017년 4월 2일  | 3.0%   |
| 제101회 | 2017년 4월 9일  | 3.0%   |
| 제102회 | 2017년 4월 16일 | 2.7%   |
| 제103회 | 2017년 4월 23일 | 2.2%   |
| 제104회 | 2017년 4월 30일 | 2.3%   |
| 제105회 | 2017년 5월 7일  | 2.4%   |
| 제106회 | 2017년 5월 14일 | 3.1%   |
| 제107회 | 2017년 5월 21일 | 2.8%   |
| 제108회 | 2017년 5월 28일 | 2.5%   |
| 제109회 | 2017년 6월 4일  | 2.9%   |
| 제110회 | 2017년 6월 11일 | 2.7%   |
| 제111회 | 2017년 6월 18일 | 2.7%   |

- AGB닐슨 미디어 리서치에서 공개한 자료(네이버, 다음 사이트를 통해 공개)를 작성한 시청률이다.

## 같이 보기
- 김제동의 톡투유2 (후속 프로그램)